# Lasses Birgitta
Lasses Birgitta (ejecutada en 1550) fue una mujer sueca acusada de brujería. Fue la primera mujer ejecutada por hechicería en Suecia.
En abril de 1550, Lasses Birgitta (que significa "Birgitta, esposa de Lasse") de Algutsrum en Öland, confesó al alguacil y al secretario del castillo de Kalmar que había intentado despertar a un hombre muerto en el cementerio de Kastlösa a medianoche.
Una noche, Birgitta y dos hombres habían entrado al patio de la iglesia con la intención de despertar a un hombre muerto mediante magia. Birgitta había pasado por el sitio trazando un círculo tres veces y luego sopló a través de la cerradura de la iglesia hasta que se abrió. Había intentado apoderarse de la estola, pero no la encontró y tuvo que irse, cerrando la puerta de la misma manera que la había abierto. Después de otro intento en posterior ocasión, tuvo éxito en conseguir la estola, pasó por la iglesia tres veces contra el sol, renunció a Dios y se juró al Diablo. El tribunal juzgó a Birgitta culpable de hechicería y la sentenció a muerte por decapitación. Los hombres que la acompañaban fueron multados. 
Después del juicio de Birgitta, la caza de brujas en Suecia permaneció más o menos inactiva hasta la década de 1590, y la verdadera histeria de brujas no se desató hasta 1668. La última persona en ser ejecutada por brujería en Suecia fue Anna Eriksdotter.